# 吐温80
吐温80（或吐温-80），也称吐恩80、吐混80、聚山梨醇酯80等，是一种非离子型表面活性剂及乳化剂，由山梨聚糖和油酸通过乙氧基化制得，常在食品中用作乳化剂。吐温80是一种琥珀色油状液体，易溶于水，其亲水基团为聚氧乙烯基团，为环氧乙烷的多聚物。
据文献报道，在纯水中吐温80的临界胶束浓度为0.012mM。

## 用途
吐温80可用作湿润剂、乳化剂、润滑剂、扩散剂等，另外也可用作绵纶和粘胶帘子张油剂的组分，也用于一些眼药水。在食品工业中可以防止飞溅、减缓老化、改善口感，常用作冰淇淋乳化剂。生产聚氨酯泡沫塑料的过程中也用作乳化剂。在实验室中，可用作气相色谱固定液，用于分离醇、酮、酯、烃类化合物及脂肪酸。

### 在食品中的应用
在食品工业中，吐温80常被用作乳化剂，尤其是在冰淇淋中。在冰淇淋中，可添加浓度为0.5%（v/v）的吐温80，使产品光滑细腻，并且易于持握，减缓融化速度。添加吐温80可以使得牛奶中的蛋白质分子不至于完全包裹脂肪微滴，这样脂肪就可以交联形成链状或网状，能够容纳较多空气，使得冰淇淋柔软蓬松，并且在融化过程中可保持形状。
中华人民共和国国家标准GB2760-2011中规定了聚氧乙烯山梨醇酐单月桂酸酯（又名吐温20）、聚氧乙烯山梨醇酐单棕榈酸酯（又名吐温40）、聚氧乙烯山梨醇酐单硬脂酸酯（又名吐温60）及聚氧乙烯山梨醇酐单油酸酯（又名吐温80）在各种食品中作为食品添加剂的最大使用量（g/kg），分别为：调制乳1.5、稀奶油1.0、水油状脂肪乳化制品5.0、其他脂肪乳化制品5.0、冷冻饮品1.5、豆类制品0.05（以每千克黄豆的使用量计）、面包2.5、糕点2.0、固体复合调味料4.5、半固体复合调味料5.0、液体复合调味料1.0、饮料类0.5、果蔬汁（肉）饮料0.75、含乳饮料2.0、植物蛋白饮料2.0、其他（乳化天然色素）10.0。添加了吐温80的食品不能算作绿色食品。

### 在药品中的应用
对于非肠道给药的药剂而言，吐温80可以作为一种赋形剂，如加拿大和一些欧洲国家生产的流感疫苗。它也可以在一些药物的生产过程中用作乳化剂，如常见的抗心律不整药物胺碘酮。

### 在实验室中的应用
一些分支杆菌能产生一种脂肪酶，当加入吐温80和酚红的混合液后，颜色会发生变化，这一点可用于品系的鉴定。另外，在培养结核分支杆菌的培养基Middlebrook 7H9肉汤中，就要添加吐温80或甘油。

## 制备方法
将1mol司班80预热，在搅拌下升温，加入催化剂量碱液（可用乙醇钠或甲醇钠）。真空脱水，以氮气置换反应器中的空气。加热至140℃后，通环氧乙烷20mol，缓慢升温至180—200℃，使之发生加成反应。反应1小时后冷却，以乙酸中和至pH为2—2.2。以适量双氧水脱色，再在110—120℃下脱水5小时至水分低于3%。冷却出料，即得成品。

## 使用量及潜在影响
欧洲人和美国人每天通过食物摄取的吐温80约有100mg。流感疫苗每剂含有25μg吐温80。
一般而言，吐温80是安全的，人体对之也有较好的耐受性，但是仍旧部分人对其敏感；对于克隆氏症患者而言，它可能是有害的。吐温80不具有致癌性。